# Seligmannita
La seligmannita es un mineral de la clase de los minerales sulfuros, y dentro de esta pertenece al llamado “grupo de la bournonita”. Fue descubierta en 1901 en cerca de Binn, en el cantón del Valais (Suiza), siendo nombrada así en honor de Gustav Seligmann, mineralogista alemán.

## Características químicas
Es un sulfuro de cobre y plomo con aniones adicionales arseniuro. Del grupo de la bournonita (CuPbSbS3), forma con ella una serie de solución sólida en la que la sustitución gradual del arsénico por antimonio va dando los distintos minerales de la serie.
Además de los elementos de su fórmula, suele llevar como impurezas: plata, cinc, hierro y antimonio.

## Formación y yacimientos
Aparece en cavidades en rocas dolomías.
Suele encontrarse asociado a otros minerales como: tennantita, esfalerita, pirita, dufrénoysita, rathita, baumhauerita o jordanita.